# Театрална група "ТЕМП"
Театрална група „ТЕМП“ е младежка театрална формация от Враца.

## История
Създадена е още през 1983 година. Оттук прави първите си стъпки в театъра и един от най-известните български комедийни актьори – Краси Радков.
Участниците в театралната група са на възраст от 13 до 25 години. В репертоара на Групата влизат произведения от Недим Гюрсел, Тибор Дейри, Жан Пол Сартр, А. Дьо Сент-Екзюпери, Данте Алигери, Ромен Гари, Х. К. Андерсен, библейски и фолклорни сюжети, както и спектакли по музика на Мик Джагър, „Пинк Флойд“, „Камелот“ и „Епика“.
ТГ „ТЕМП“ се занимава още с ТВ програми, шоу програми за деца и възрастни, организира церемонии и чествания, огнено шоу /атракциони, огнен пой / и др.
Спектаклите на групата са представяни в България, Естония, Югославия, Латвия, Гърция, Турция, Северна Македония, Словакия, Русия, Монако, Белгия, Индия, Великобритания, Испания и Оман.
Театралната група е сред формациите в Младежки дом Враца. Основател и главен художествен ръководител на групата е Георги Врабчев.
От 1994 г. групата е асоцииран член на АITA/IATA (Международна асоциация на аматьорския театър), а от 2007 г. е учредител на Българската асоциация на аматьорските театри

## Фестивали
Театрална група „ТЕМП“ е и организатор на Международния младежки театрален фестивал „Време“. Неговото начало датира от 1987 г. и се провежда на всеки 2 г. във Враца. Групата също така е създател и организатор на ежегоден Международен младежки фестивал на изкуствата „Жреци на музите“. Той стартира за първи път през 2006 г. и се провежда в гр. Царево и на Международен фестивал за древни култури „Слънцето на Тодорка“.